# Nordsø Akvariet
Nordsø Akvariet er et saltvandsakvarie der ligger på Vesterhavsgade i Nørre Vorupør i et gammelt ishus som tilhørte Fiskercompagniet.
Akvariet rummer specielle og sjældne fiskearter, men også de fisk der kendetegner Vorupør, som torsk, rødspætter, tunger, pighvar og ål kan opleves i akvariet. De mange fisk er bragt i land af de lokale kystfiskere i byen.
I alt er der mere end 80 forskellige fiskearter som svømmer rundt i naturtro omgivelser i de 16 forskellige saltvandsakvarier. Der er desuden et specielt rørebassin for børn.